# Capitale araba della cultura
La Capitale araba della cultura è un'iniziativa della Lega araba nell'ambito del Cultural Capitals Program dell'UNESCO per promuovere la cultura araba e favorire la cooperazione fra i paesi arabi.
La manifestazione si tiene ogni anno dal 1996.

## Origini
L'idea di scegliere annualmente una capitale della cultura fu avanzata durante la conferenza internazionale sulle politiche culturali organizzata dalle Nazioni Unite in Messico nel 1982. L'organizzazione Arab League Educational, Cultural and Scientific Organization (ALECSO) fondata nel 1964 dai 22 paesi della Lega araba si è fatta promotrice dell'iniziativa nel mondo arabo. Le città vengono designate con due anni di anticipo dai ministri arabi della cultura con la Lega araba.

## Capitali arabe della cultura
Le città scelte sono:
| Anno | Città       | Nazione             |
| ---- | ----------- | ------------------- |
| 1996 | Il Cairo    | Egitto              |
| 1997 | Tunisi      | Tunisia             |
| 1998 | Sharja      | Emirati Arabi Uniti |
| 1999 | Beirut      | Libano              |
| 2000 | Riad        | Arabia Saudita      |
| 2001 | Al Kuwait   | Kuwait              |
| 2002 | Amman       | Giordania           |
| 2003 | Rabat       | Marocco             |
| 2004 | Sana'a      | Yemen               |
| 2005 | Khartum     | Sudan               |
| 2006 | Mascat      | Oman                |
| 2007 | Algeri      | Algeria             |
| 2008 | Damasco     | Siria               |
| 2009 | Al-Quds     | Palestina           |
| 2010 | Doha        | Qatar               |
| 2011 | Sirte       | Libia               |
| 2012 | Manama      | Bahrein             |
| 2013 | Baghdad     | Iraq                |
| 2014 | Tripoli     | Libia               |
| 2015 | Costantina  | Algeria             |
| 2016 | Sfax        | Tunisia             |
| 2017 | Luxor       | Egitto              |
| 2018 | Oujda       | Marocco             |
| 2019 | Porto Sudan | Sudan               |
| 2020 | Betlemme    | Palestina           |
| 2021 | Irbid       | Giordania           |
| 2022 | Al Kuwait   | Kuwait              |
| 2023 | Tripoli     | Libano              |